# Sergej Toltjinskij
Sergej Toltjinskij, ryska: Сергей Толчинский, född 3 februari 1995, är en rysk professionell ishockeyspelare som är kontrakterad till NHL-organisationen Carolina Hurricanes och spelar för deras primära samarbetspartner Charlotte Checkers i American Hockey League (AHL). Han har tidigare spelat på lägre nivåer för Krasnaja Armija i Molodjozjnaja Chokkejnaja Liga (MHL) och Sault Ste. Marie Greyhounds i Ontario Hockey League (OHL).
Toltjinskij blev aldrig draftad av någon NHL-organisation.

## Statistik
| 2011–2012  | Krasnaja Armija             | MHL        | 51  | 19 | 15  | 34  | 26 | 15 | 2 | 2  | 4  | 6  |
| 2012–2013  | Sault Ste. Marie Greyhounds | OHL        | 62  | 26 | 25  | 51  | 12 | 6  | 2 | 2  | 4  | 4  |
| 2013–2014  | Sault Ste. Marie Greyhounds | OHL        | 66  | 31 | 60  | 91  | 22 | 9  | 2 | 4  | 6  | 4  |
|            | Charlotte Checkers          | AHL        | 1   | 0  | 0   | 0   | 0  | —  | — | —  | —  | —  |
| 2014–2015  | Sault Ste. Marie Greyhounds | OHL        | 61  | 30 | 65  | 95  | 10 | 14 | 4 | 10 | 14 | 2  |
| 2015–2016  | Carolina Hurricanes         | NHL        | 1   | 0  | 1   | 1   | 0  | —  | — | —  | —  | —  |
|            | Charlotte Checkers          | AHL        | 66  | 12 | 22  | 34  | 26 | —  | — | —  | —  | —  |
| NHL totalt | NHL totalt                  | NHL totalt | 1   | 0  | 1   | 1   | 0  | —  | — | —  | —  | —  |
| AHL totalt | AHL totalt                  | AHL totalt | 67  | 12 | 22  | 34  | 26 | —  | — | —  | —  | —  |
| MHL totalt | MHL totalt                  | MHL totalt | 51  | 19 | 15  | 34  | 26 | 15 | 2 | 2  | 4  | 6  |
| OHL totalt | OHL totalt                  | OHL totalt | 189 | 87 | 150 | 237 | 44 | 29 | 8 | 16 | 24 | 10 |